# Håkansböle kyrka
Håkansböle kyrka (finska: Hakunilan kirkko) är en luthersk kyrkobyggnad i Håkansböle i Vanda stad i det finländska landskapet Nyland. Kyrkan fungerar som Håkansböle församlings huvudkyrka. Byggnaden invigdes som en kyrka år 1994.

## Historia och arkitektur
Håkansböle kyrka planerades ursprungligen mellan åren 1975 och 1976 som ett församlingscentrum. Den arkitektoniska utformningen av den kalksandstensklädda kyrkan med en stomme av armerad betong och nästan rund grund ritades av arkitekten Pauli Halonen. År 1994 genomfördes omfattande utbyggnads- och renoveringsarbeten under ledning av Pauli Halonen, och biskop Eero Huovinen invigde byggnaden samma år som kyrka.
Byggnadens väggytor är böjda, höga fönster finns placerade på väggarnas smala delar. Kyrkosalen har en sprutputsad vägg, det inre taket är platt och täckt med aluminiumlameller. I anslutning till kyrkan finns ett pastorskansli, ett separat mindre kapell, församlingshall samt klubb- och kontorsutrymmen. Möblerna i kyrkan, inklusive altaret, är flyttbara. Kyrkans totala yta är 1 321 kvadratmeter och det finns sittplatser för totalt 280 personer.
Kyrkans orgel med 12 stämmor tillverkades av orgelbyggaren Matti Erola år 1987. Kyrkotextilierna är designade av konstnären Raija Rastas-Vähäsarja, krucifixet på altaret är skapat av den estländska skulptören Aleksander Litvinov, och glasmålningarna på altarväggen är gjorda av konstnären Dolores Hoffman från Tallinn.